# Иммиграция в Квебек
Иммиграция в Квебек — процесс въезда иностранных граждан для постоянного жительства в канадскую провинцию Квебек. По соглашению с федеральным Правительством, Правительство провинции Квебек имеет право самостоятельно осуществлять относительно независимую от федеральной иммиграционную программу, выбор иммигрантов. Представители провинции Квебек находятся при канадских посольствах в разных странах мира. Федеральные власти занимаются только проверкой личности иммигрантов и выдачей виз.

## История иммиграции
Первые переселенцы из Европы в Квебек стали прибывать в начале XVIII века. Во время британского завоевания в 1760 году, на территории Квебека уже проживало 60 тысяч французских поселенцев и представителей многих коренных народов.
В конце XVIII века, миграционные потоки в провинцию Квебек были под пристальным вниманием британских властей, которые поощряли приток англоязычных поселенцев для формирования провинции Верхняя Канада. Некоторое число немецких наёмников, которые прибыли в Северную Америку, чтобы воевать за британские интересы во время войны за независимость США, также решили поселиться в провинции Квебек после войны.
В XIX веке многие шотландские и ирландские мигранты приехали на Восток Канады. Трое первых из пяти премьер-министров Канады родились на Британских островах. Томас Дарси Макги, самый знаменитый представитель ирландской общины, был убит Фенианцами.
В первые десятилетия XX века, Монреаль с пригородами стал домом для многих общин, в том числе мигрантов из Франции, Великобритании, шотландцев, ирландцев, итальянцев, евреев, поляков, португальцев и украинцев. Надо сказать, в то время, контроль миграционных потоков полностью перешёл под юрисдикцию федерального Правительства.
С 1945 по 1960 год, большая волна международной миграции сделала портрет квебекского общества гораздо более космополитичным. Мигранты приезжали не только из Европы, но и со всех континентов.
В 1960 году Квебек по соглашению с федеральным правительством стал принимать участие в отборе мигрантов на своей территории, в 1965 году был создан департамент иммиграции Квебека, в 1968 году и Министерство по делам иммиграции провинции Квебек.
В 1971 году квебекские чиновники получили право на проживание в посольствах Канады за рубежом и с 1978 года, Квебек может самостоятельно отбирать иммигрантов в соответствии с собственной системой оценки иммигрантов. С конца 1980-х, отмечается рост прибытия иммигрантов из Алжира, Марокко, Индии, Пакистана и Гаити, несмотря на это, происхождение иммигрантов очень разнообразно.

## Иммиграция в Квебек с 1980 года

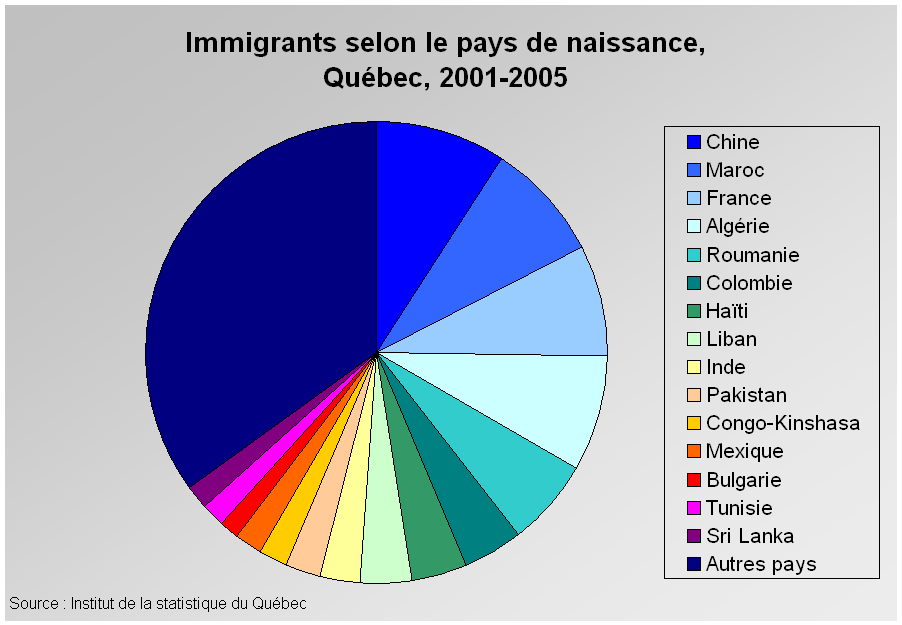
Иммигранты по стране рождения, 2001—2005

Количество иммигрантов, владеющих французским языком, почти не изменилось с 1980 года, за исключением небольшого роста. В 1980 году для 12 % иммигрантов французский язык был родным, в 2006 году эта цифра составила 13,4 %.
Иммигранты, чей родной язык не является ни французским, ни английским языком, составляли абсолютное большинство уже в 1980 году, когда на них приходилось 77,1 % иммигрантов. Их число возросло до 83,2 % в 2006 году.
Квебекские власти надеются, что массовая иммиграция решит проблемы в сфере труда, связанные с сокращением численности населения и старением населения.
Одной из признанных трудностей иммиграционной политики является то, что подавляющее большинство иммигрантов селится в окрестностях Монреаля, и что некоторые немонреальцы не имеют регулярных контактов с культурными общинами. Подсчитано, что около 40 % иммигрантов имеют базовые знания французского языка.

## Процесс отбора иммигрантов
Квебек может самостоятельно отбирать иммигрантов для своей иммиграционной программы. Отбор осуществляется на основе балльной системы. Баллы начисляются за образование, опыт работы, владение французским и английским языками и наличие детей. Далее проводится собеседование с потенциальными иммигрантами, где выясняется их мотивация и уровень владения официальными языками Канады. После интервью кандидат в иммигранты проходит медицинское освидетельствование и проверку служб безопасности. Затем иммигрант получает статус постоянного резидента и иммиграционную визу.